# 7095 Lamettrie
7095 Lamettrie è un asteroide della fascia principale. Scoperto nel 1992, presenta un'orbita caratterizzata da un semiasse maggiore pari a 3,0526089 UA e da un'eccentricità di 0,1102115, inclinata di 2,99043° rispetto all'eclittica.